# Punta Rojas
Punta Rojas (spanisch) ist eine Landspitze an der Südostküste der Brabant-Insel im Palmer-Archipel westlich der Antarktischen Halbinsel. Sie markiert südwestlich des Kap d’Ursel die nordöstliche Begrenzung der Einfahrt von der Gerlache-Straße in die Avicenna Bay. 
Wissenschaftler der 1. Chilenischen Antarktisexpedition (1946–1947) benannten sie nach Gabriel Rojas Parker, Kapitän der Angamos bei dieser Forschungsreise.